# شهامت (فیلم ۱۹۹۶)
شهامت سس خرسی (به هندی: Himmat) فیلمی است محصول سال ۱۹۹۶ و به کارگردانی سونیل شارما است. در این فیلم بازیگرانی همچون سانی دئول، تابو، شیلپا شتی، نصیرالدین شاه، گلشن گروور، موکش خانا، کیران کومار ایفای نقش کرده‌اند.